# Суд апелляционной инстанции
Суд апелляционной инстанции, апелляционный суд (от англ. appeal — призыв, обращение) — суд второй инстанции. В уголовном и гражданском судопроизводстве в апелляционном порядке проверяется законность и обоснованность решений, вынесенных мировыми и федеральными судьями. В судах общей юрисдикции апелляционной инстанцией выступают вышестоящие суды по отношению к судам первой инстанции. В арбитражном судопроизводстве в апелляционном порядке проверяются все решения арбитражных судов, вынесенных в первой инстанции. В системе арбитражных судов судом апелляционной инстанции является арбитражный апелляционный суд.
Апелляционное и кассационное производство производство являются способами судебного контроля, однако эти способы различаются по своему содержанию. Проверяя законность и обоснованность судебного решения, суд апелляционной инстанции вправе непосредственно исследовать доказательства и принять новое решение по делу, противоположное принятому судом первой инстанции.
Суд кассационной инстанции в судах общей юрисдикции непосредственно исследует доказательства лишь в ограниченных законом случаях, а признавая решения суда незаконным, отменяет его и направляет дело на новое рассмотрение в суд первой или апелляционной инстанций в тот же либо иной состав судей.